# 复理岩
复理岩（英語：Flysch）是指一系列沉積岩層，從深水和濁積流沉積物演變到淺水頁岩和砂岩。复理岩由重複的沉積循環組成。每一循環有向上顆粒變細的特徵。通常循環底部是礫岩或角礫岩，逐漸向上演變為砂岩和頁岩/泥岩。复理岩一般形成在前陸盆地磨拉岩下部。代表盆地從深水盆地緩慢地被填滿后變成陸相山麓盆地的過程